# Juan de Nova
Otok Juan de Nova (francuski: Île Juan de Nova ili Île Juan da Nova) je tropski otok u Raspršenim otocima u Mozambičkom kanalu, površine 4.4 km². Dobio je ime po portugalskom moreplovcu João da Nova, koji ga je otkrio.
Na otoku ne postoji ni jedna luka, ali postoji sidrište na sjeveroistoku otoka.
Na otoku postoji zrakoplovna pista, dugačka 1.300 metara, kao i stara željeznička pruga koja se koristila za prijevoz guana, danas više nije u upotrebi.

## Zemljopis
Na otoku ne postoji domaće stanovništvo, samo 14 pripadnika francuske vojske i automatska meteorološka stanica. Ostalih 90% otoka je dom bujnom i raznolikom biljnom i životinjskom svijetu. Šuma pokriva oko 50% otoka. Na otoku postoji veliki broj ptica i kornjača, koje se tamo razmnožavaju.
Jedina ekonomska aktivnost na otoku je izrabljivanje guana, koji se koristi kao gnojivo.

## Administracija
Otok je francusko vlasništvo od 1897. godine. Od 3. siječnja 2005. otokom upravlja prefekt TAAF-a. Otok je dio grupe francuskih otoka u Indijskom oceanu, koja se naziva Raspršeni otoci. Suverenitet nad otokom zahtijeva Madagaskar.
|  | Portal Francuske – Pristup člancima s tematikom o Francuskoj. |